# Sgor an Lochain Uaine
Sgor an Lochain Uaine är ett berg i Storbritannien.   Det ligger i kommunen Highland och riksdelen Skottland, i den norra delen av landet, 700 km norr om huvudstaden London. Toppen på Sgor an Lochain Uaine är 1 258 meter över havet, eller 134 meter över den omgivande terrängen. Bredden vid basen är 1,3 km.
Terrängen runt Sgor an Lochain Uaine är huvudsakligen kuperad.Runt Sgor an Lochain Uaine är det mycket glesbefolkat, med 2 invånare per kvadratkilometer. Närmaste större samhälle är Aviemore, 16,4 km norr om Sgor an Lochain Uaine. Trakten runt Sgor an Lochain Uaine består i huvudsak av gräsmarker.